# Pellene

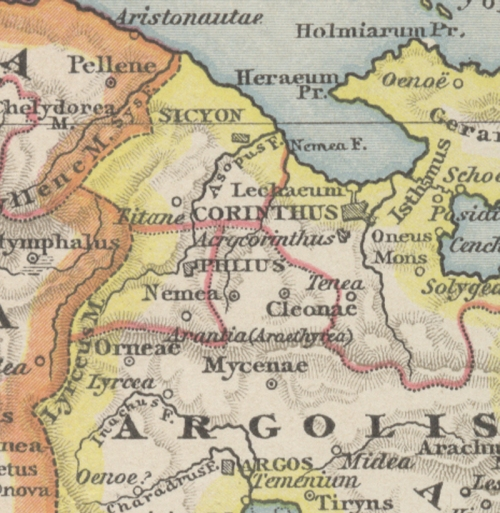
Pellene widoczne na fragmencie XIX-wiecznej mapy

Pellene (także: Pellana, stgr. Πελλήνη) – ufortyfikowane polis w Achai (region Peloponezu). W trakcie wojny peloponeskiej stanęło po stronie Sparty. 
Swoje imię zawdzięcza Pallasowi, lub Pellenowi, synowi Forbasa. 
Pellene jest wymienione w Iliadzie Homera.